# لونی تونز: بازگشت به مبارزه
لونی تونز: بازگشت به مبارزه (به انگلیسی: Looney Tunes: Back in Action) فیلمی در ژانر کمدی و ماجراجویی سال ۲۰۰۳ و به کارگردانی جو دانته است. این فیلم دومین لایو اکشن سری لونی تونز، پس از هرج و مرج فضایی است. بر اساس این فیلم یک بازی ویدئویی به همین نام و یک سریال کارتونی به نام داک داجرز منتشر شده است. 
همچنین این فیلم با نام لونی خرگوشه در ماموریت غیر ممکن در ایران توسط سینماخانه ایرانیان دوبله و عرضه شده است.

## بازخوردها
این فیلم با میانگین امتیاز ۶۴ از ۱۰۰ در سایت متاکریتیک و ۵۷ از ۱۰۰ در سایت راتن تومیتوز، نقدهای مثبت و متوسط دریافت کرده است.

## بازیگران

### هنرپیشگان
- برندن فریزر
- جنا الفمن
- استیو مارتین
- تیموتی دالتون
- جون کیوسک
- هتر لاکلیر
- بیل گلدبرگ
- متیو لیلارد
- جف گوردون
- کوین مک‌کارتی
- مایکل جردن
- راجر کورمن
- پیتر گریوز
- مارک لارنس
- ران پرلمن
- رابرت پیکاردو

### صداپیشگان
- جو السکی
- جف بنیت
- باب برگن
- جون فوری
- بیلی وست
- ویل رایان
- کیسی کیزم
- فرانک ولکر
- دانی مان
- مل بلانک